# Saurauia longistyla
Saurauia longistyla är en tvåhjärtbladig växtart som beskrevs av Elmer Drew Merrill. Saurauia longistyla ingår i släktet Saurauia och familjen Actinidiaceae. Inga underarter finns listade i Catalogue of Life.